# Pons Drusi
Pons Drusi ("Ponte di Druso") era una località citata nella cosiddetta Tabula Peutingeriana medievale, riferita presumibilmente alla zona attigua al fiume Adige vicino all'odierna Bolzano. Si trattò con ogni probabilità di una statio militare romana lungo la via del Brennero. La sua nascita si inserisce nella conquista di Rezia ed arco alpino del 15 a.C., che preludeva all'occupazione romana della Germania ad opera di Augusto e dei suoi figli.
Nelle vicinanze esisteva il castellum Bauzanum, attestato nel tardo VII secolo, quale sede di un conte baiuvaro, presumibilmente al Virgolo che sovrasta Bolzano e posto allora al confine con la zona longobarda.
Oggi sono in atto studi approfonditi da parte della provincia autonoma di Bolzano che ha già rinvenuto numerosi reperti di epoca neolitica in parte esposti al Museo archeologico dell'Alto Adige a Bolzano.
Un piccolo museo, inaugurato nel 2019 in base agli scavi effettuati nel ex sanatorio Grieserhof a Gries usurpa il nome Pons Drusi, pur trattandosi dei resti di un insediamento civile, lontano alcune miglia dalla stazione militare originaria posta vicino ai fiumi.